# Enclave marítimo no mar de Ocótsqui

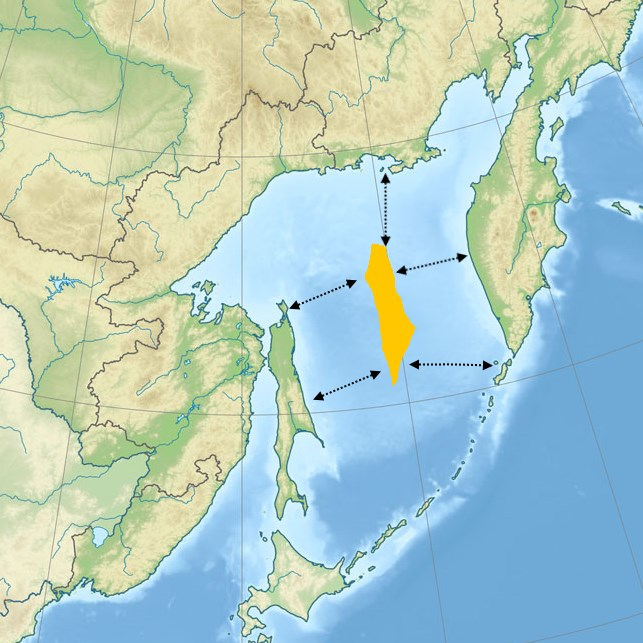
Localização e tamanho aproximados do enclave

A enclave marítimo no mar de Ocótsqui (também conhecido em inglês como Peanut Hole, devido ao seu formato) é uma área de alto-mar no centro do mar de Ocótsqui. De 1991 a 2014, seu status foi objeto de disputas internacionais. Desde março de 2014, seu leito e subsolo são legalmente parte da plataforma continental da Rússia.
O enclave marítimo é uma área com cerca de 55 quilômetros de largura e 480
 quilômetros (300 milhas) de comprimento, rodeada pela zona econômica exclusiva (ZEE) da Rússia que se estende a partir das costas da Península de Camecháteca, das Ilhas Curilas, de Sacalina e do continente russo (krai de Khabarovsk e oblast de Magadan). No entanto, não está na ZEE da Rússia porque está a mais de 200 milhas náuticas (370 km) de qualquer costa, conforme definido no Artigo 57 da Convenção das Nações Unidas sobre o Direito do Mar.
As ZEE não são áreas de soberania, mas são áreas de certos direitos soberanos e jurisdição funcional. Como a zona não ficava na ZEE russa, qualquer país podia pescar ali, e alguns começaram a fazê-lo em grande escala a partir de 1991, retirando possivelmente até um milhão de toneladas métricas de escamudo em 1992. Isso foi visto pela Federação Russa como uma ameaça aos estoques pesqueiros russos, já que os peixes entram e saem da zona a partir da ZEE russa. (Esta situação é chamada de "unidades populacionais transzonais" e o problema associado a ela é um exemplo da "tragédia dos comuns".)
"Trinta e nove superarrastões poloneses invadiram a parte central do mar de Ocótsqui... seguidos por nove grandes arrastões sul-coreanos e quase toda a frota pesqueira chinesa. Um pouco mais tarde, surgiram navios de pesca do Japão, Panamá, Bulgária e Ucrânia. Começou uma verdadeira farra... Relutantes em obedecer às normas internacionais básicas de pesca, os pescadores estrangeiros passaram a esgotar as riquezas do mar do norte."— On the Brink of a Military Conflict in the Sea of Okhotsk, Moscow News Weekly
Em 1993, a China, o Japão, a Polônia, a Rússia e a Coreia do Sul concordaram em interromper a pesca na zona até que as unidades populacionais de escamudo se recuperassem, mas sem um acordo sobre como proceder depois disso, enquanto o Acordo das Nações Unidas sobre as Unidades Populacionais de Peixes Transzonais, que entrou em vigor em 2001, criou um quadro destinado a ajudar a implementar a gestão cooperativa das unidades populacionais transzonais.
A Federação Russa solicitou às Nações Unidas que declarasse a zona como parte da plataforma continental da Rússia. Em novembro de 2013, uma subcomissão das Nações Unidas aceitou o argumento russo e, em Março de 2014, a Comissão das Nações Unidas sobre os Limites da Plataforma Continental decidiu a favor da Federação Russa.
Existem várias outras áreas semelhantes, relativamente pequenas, de águas internacionais cercadas por ZEEs: "Banana Hole" no Mar da Noruega, rodeado pelas ZEEs da Noruega, Groenlândia, Ilhas Faroé e Islândia, "Loop Hole" no mar de Barents, rodeado pela Rússia e Noruega, e o "Donut Hole" no mar de Bering, rodeado pela Rússia e pelos Estados Unidos.

## Leitura complementar
- Oude Elferink, Alex G. (2001). «The Sea of Okhotsk Peanut Hole De facto Extension of Coastal State Control». In:  Olav Schram Stokke. Governing High Seas Fisheries: The Interplay of Global and Regional Regimes. [S.l.]: Oxford University Press. pp. 178–194. ISBN 9780198299493. doi:10.1093/acprof:oso/9780198299493.003.0007. Consultado em 1 de novembro de 2013